# سیارک ۲۲۴۸۹
سیارک ۲۲۴۸۹ (به انگلیسی: 22489 Yanaka، نامگذاری:1997GR24) بیست و دو هزار و چهارصد و هشتاد و نهمین سیارک کشف شده‌است که در ۷ آوریل ۱۹۹۷ کشف شد.
قدر مطلق سیارک برابر ۲۳.۴ است.